# Grainville

Grainville este o comună în departamentul Eure, Franța. În 1 ianuarie 2018 avea o populație de 548 de locuitori.